# إدوارد دريفوس غونزاليس
إدوارد دريفوس غونزاليس (بالفرنسية: Édouard Dreyfus Gonzalez)‏ هو ملحن فرنسي، ولد في 1876، وتوفي في 1941.